# تورا-سان، پدرخوانده
تورا-سان، پدرخوانده (انگلیسی: Foster Daddy, Tora!) یک فیلم کمدی ژاپنی محصول ۱۹۸۰ به کارگردانی یوجی یامادا است. این فیلم بیست و ششمین دوازدهمین فیلم از مجموعه محبوب و طولانی‌مدت اوتوکو وا تسورای یو است.

## خلاصه
تور سان پس از مرگ دوستش از دختر نوجوان او مراقبت می‌کند و دختر را به توکیو می‌برد جایی که او می‌خواهد تحصیل کند و نگران زندگی عاشقانه او می‌شود.

## ارزیابی انتقادی
کیوشی آتسومی نامزد دریافت جایزه بهترین بازیگر مرد در مراسم جایزه آکادمی فیلم ژاپن برای نقش‌هایش در «تورا-سان، پدرخوانده» و فیلم، عشق تورا-سان در اوساکا (۱۹۸۱) در این مجموعه شد. استوارت گالبریث چهارم می‌نویسد که «تورا-سان، پدرخوانده» یکی از برترین فیلم‌های مجموعه «اوتوکو وا تسورای یو» است و «مانند بهترین مدخل‌ها، هم خنده‌دار است و هم شیرین».